# Awantipora
Awantipora é uma vila  no distrito de Pulwama, no estado indiano de Jammu e Caxemira.

## Demografia
Segundo o censo de 2001, Awantipora tinha uma população de 6250 habitantes. Os indivíduos do sexo masculino constituem 59% da população e os do sexo feminino 41%. Awantipora tem uma taxa de literacia de 48%, inferior à média nacional de 59,5%; com 78% para o sexo masculino e 22% para o sexo feminino. 9% da população está abaixo dos 6 anos de idade.